# Bắc (tiểu vùng Luân Đôn)
Bắc là một tiểu vùng trên Bản đồ Luân Đôn, (còn gọi là Bắc Luân Đôn), bao gồm các khu tự quản Luân Đôn như Barnet, Camden, Enfield, Hackney, Haringey, Islington và Westminster. Tiểu vùng được thành lập vào năm 2004, gồm Barnet, Enfield, Haringey và Waltham Forest. Năm 2008 đã có sự chỉnh sửa để có ranh giới như ngày nay, bằng cách dời Waltham Forest và thêm vào Camden, Islington và Westminster.
Tiểu vùng Bắc có dân số vào khoảng 1.700.000 với 1.500.000 việc làm.
Hai trung tâm quốc tế của Luân Đôn, Knightsbridge và West End, đều nằm trong tiểu vùng này, ngoài ra còn có một trung tâm thủ đô tại Wood Green.